# Lucien Douillard
Lucien Marie Michel Douillard (Nantes, 15 gennaio 1829 – Parigi, 21 luglio 1888) è stato un architetto francese.

## Biografia
Figlio d'arte, sia suo padre Louis-Prudent che suo nonno Julien-François furono stimati architetti. Seguendo le loro orme, intraprese l'Accademia di Belle Arti nel 1848. 
Arriva ad ottenere il secondo posto al prestigioso Prix de Rome nel 1852, insieme al fratello Ludovic-François.
Viene nominato ispettore dei lavori del Louvre e del Palazzo delle Tuileries dal 1857 al 1862, e ottiene il quarto posto al concorso per la creazione di un progetto per la basilica parigina del Sacro Cuore.
Muore a Parigi il 21 luglio 1888.